# Europarlamentari dell'Irlanda della IX legislatura
Gli europarlamentari dell'Irlanda della IX legislatura, eletti in occasione delle elezioni europee del 2019, sono stati i seguenti.

## Composizione storica
| Europarlamentare   | Lista                           | Gruppo    |
| ------------------ | ------------------------------- | --------- |
| Matt Carthy        | Sinn Féin                       | GUE/NGL   |
| Ciarán Cuffe       | Partito Verde                   | Verdi/ALE |
| Clare Daly         | Indipendenti per il Cambiamento | GUE/NGL   |
| Frances Fitzgerald | Fine Gael                       | PPE       |
| Luke Ming Flanagan | Indipendente                    | GUE/NGL   |
| Billy Kelleher     | Fianna Fáil                     | RE        |
| Seán Kelly         | Fine Gael                       | PPE       |
| Mairead McGuinness | Fine Gael                       | PPE       |
| Grace O'sullivan   | Partito Verde                   | Verdi/ALE |
| Mick Wallace       | Indipendenti per il Cambiamento | GUE/NGL   |
| Maria Walsh        | Fine Gael                       | PPE       |

## Modifiche intervenute

### Sinn Féin
- In data 06.03.2020 a Matt Carthy, eletto all'Assemblea d'Irlanda, subentra Chris Macmanus (gruppo NI; GUE/NGL dallo 09.03.2020).

### Fine Gael
- In data 20.11.2020 a Mairead McGuinness, nominata Commissario europeo per i servizi finanziari, subentra Colm Markey (gruppo PPE).

### Europarlamentari eletti per effetto dell'attribuzione di seggi ulteriori
- In data 01.02.2020 sono proclamati eletti Barry Andrews (Fianna Fáil, gruppo RE) e Deirdre Clune (Fine Gael, gruppo PPE).